# Кралска академия по изкуствата
Кралската академия по изкуствата (на английски: Royal Academy of Arts, често просто Royal Academy) е най-влиятелната и авторитетна асоциация на художниците в Обединеното кралство.
Основана е на 10 декември 1768 г., когато са утвърдени първите 40 членове на Академията. Първи президент е Джошуа Рейнолдс.
В днешно време съставът на Академията е ограничен до 80 места, от които 14 за скулптори, 12 за архитекти и 8 за графици; останалите 46 се заемат от живописци. Новите академици се избират от действащите членове.
Основна дейност на Академията са ежегодните публични изложби. В тях могат да участват не само академици, но и всеки желаещ художник, за което е необходимо той да предаде работата си на конкурсната комисия. Много от творбите на ежегодната изложба се продават. Към Академията има и постоянно действащ музей, приходите от който, наред с приходите от изложбите, са основният източник на приходи на Академията. Това е важно, тъй като по статута си Кралската академия не получава финансова издръжка от държавата или от краля.
Сред членовете на Академията са били такива изтъкнати британски художници като Томас Гейнзбъро, Джоузеф Търнър, Джон Констабъл, Джон Миле и др. Настоящи членове са Норман Фостър и Ричард Роджърс.
Към Кралската академия съществува и училище, в което са се учили също известни художници, в това число Джоузеф Търнър.